# تابيا (إقليم تارودانت)
تابيا هي جماعة قروية في إقليم تارودانت بجهة سوس ماسة جنوب المغرب. وهي تضم 1460 نسمة، حسب الإحصاء العام للسكان والسكنى لسنة 2014.

## دواوير الجماعة
| دواوير الجماعة | دواوير الجماعة | دواوير الجماعة | دواوير الجماعة |
| --- | --- | --- | --- |
| - دوار تاوريرت - دوار امي امزيرك - دوار ايت فاسك - دوار محفوض - دوار تمجيشت - دوارتابيا - دوار تيزي واعراب - دوار اكرد ازوغن - دوار ايت بيوسف - دوار اكرد نتغزوت | - دوار تفغلت ابركاش - دوار ايت اغيور - دوار تسلان - دوار اموساول - دوار واوكارت - دوار اميفر - دوار امثول - دوار تفغلت الحيان - دوار اميتك | - دوار ايت وديرن ازدار - دوار ايت وديرن افلا - دوار اوسرير - دوار اغيل - دوار تكموت - دوار تفريت - دوار ارييض - دوار ازغار - دوار ايت بازي - دوار تفغلت نبومان | - دوار افاكنان - دوار تفغلت نشيغ - دواركلمان - دوار تمسولت - دوار تيلزكيت - دوار امينتنمروت - دوار كرزيل - دوار تمكي - دوار اكني اسمك |

## التعليم
قائمة المؤسسات التعليمية في جماعة تابيا:
- مجموعة مدارس الجولان (المركزية: توريرت / الوحدات: أيت ودير نزدار - أيت بويوسف - تفريت - ايت بازي - تمكيا - اكرض نتغزوت - تابيا)
- مجموعة مدارس تسلان (المركزية: تسلان / الوحدات: اموساول - اميفر - أيت فاسك)